# تشیخالوو
تشیخالوو (به چکی: Čichalov) یک منطقهٔ مسکونی در جمهوری چک است که در ناحیه کارلووی واری واقع شده‌است.